# Vicky Ford
Victoria Grace Ford (født 21. september 1967) er siden 2009 britisk medlem af Europa-Parlamentet, valgt for Konservative Parti (UK) (indgår i parlamentsgruppen ECR).